# Crocidura serezkyensis
Crocidura serezkyensis là một loài động vật có vú trong họ Chuột chù, bộ Soricomorpha. Loài này được Laptev mô tả năm 1929.